# 漁暉苑

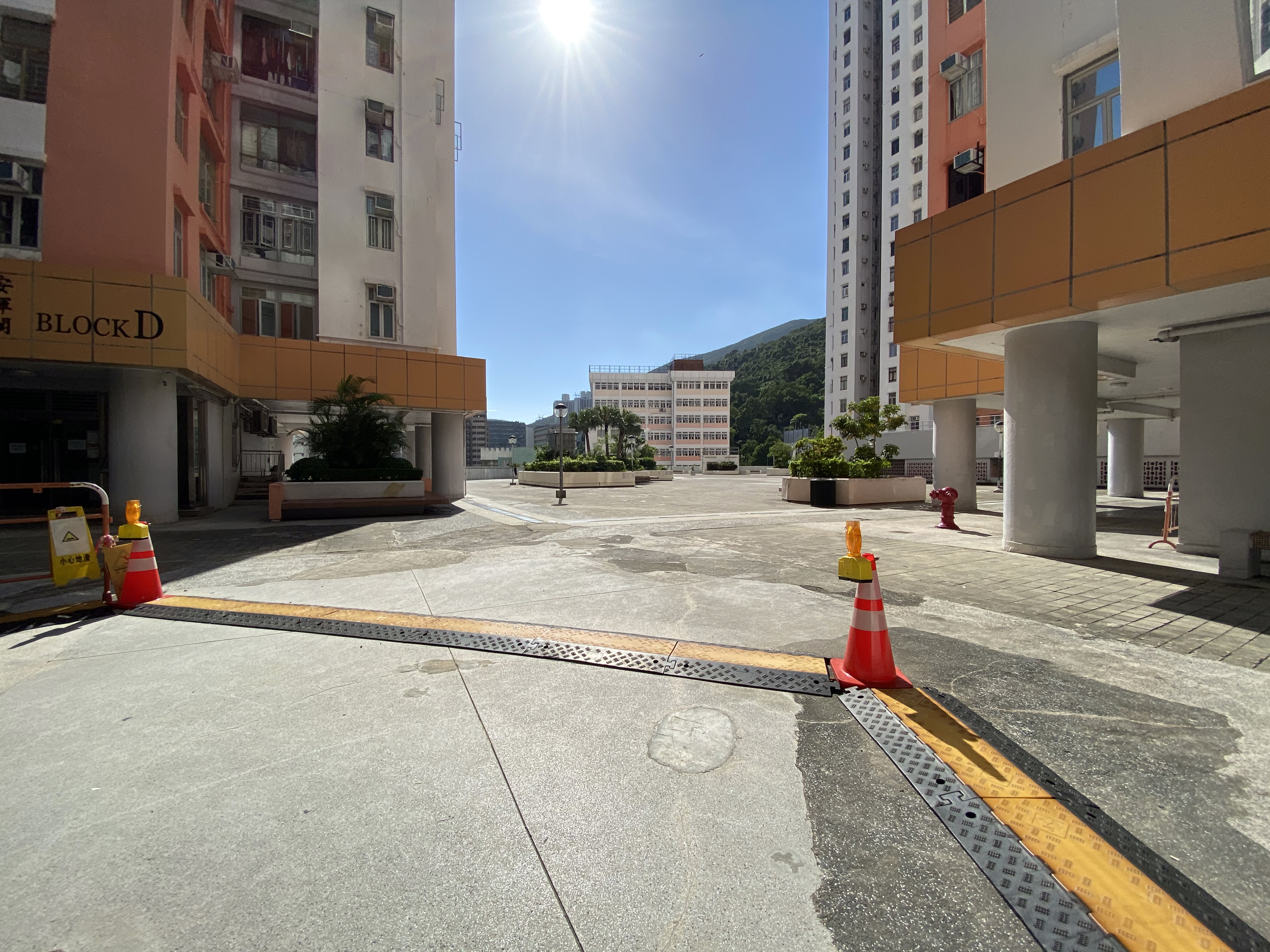
漁暉苑平台花園

漁暉苑（英語：Yue Fai Court），是香港的一個居者有其屋屋苑，由王董建築師事務有限公司設計，亨利建築工程有限公司（即現時之瑞安建業）承建，位於香港香港仔石排灣，近石排灣邨及漁光村，在1980年入伙，是香港早期落成的居屋屋苑之一。
跟一般居屋不同，漁暉苑所有單位均不用補地價，而且一律都可以在公開市場自由轉讓。

## 屋苑資料

### 樓宇
| 樓宇名稱（座號） | 門牌號碼   | 樓宇類型 | 落成年份 | 層數 | 每層伙數 | 單位總數（伙） | 建築師                 | 承建商                | 提供升降機的廠商 |
| ---------------- | ---------- | -------- | -------- | ---- | -------- | -------------- | ---------------------- | --------------------- | ---------------- |
| 旭暉閣（A座）    | 漁光道45號 | 非標準型 | 1980年   | 29   | 8        | 228            | 王董建築師事務有限公司 | 亨利建築 （瑞安建業） | 日立 DCGL (DC)   |
| 日暉閣（B座）    | 漁光道45號 | 非標準型 | 1980年   | 28   | 8        | 224            | 王董建築師事務有限公司 | 亨利建築 （瑞安建業） | 日立 DCGL (DC)   |
| 美暉閣（C座）    | 漁光道45號 | 非標準型 | 1980年   | 27   | 8        | 216            | 王董建築師事務有限公司 | 亨利建築 （瑞安建業） | 日立 DCGL (DC)   |
| 安暉閣（D座）    | 漁光道45號 | 非標準型 | 1980年   | 27   | 8        | 216            | 王董建築師事務有限公司 | 亨利建築 （瑞安建業） | 日立 DCGL (DC)   |
| 景暉閣（E座）    | 漁光道45號 | 非標準型 | 1980年   | 27   | 8        | 216            | 王董建築師事務有限公司 | 亨利建築 （瑞安建業） | 日立 DCGL (DC)   |
| 天暉閣（F座）    | 漁光道45號 | 非標準型 | 1981年   | 28   | 8        | 220            | 王董建築師事務有限公司 | 亨利建築 （瑞安建業） | 日立 DCGL (DC)   |

### 設施
物業基座為漁光道街市，漁光道街市熟食中心，香港仔停車場和漁光道體育館。不過，屋苑平台花園並沒有康樂設施。

## 交通

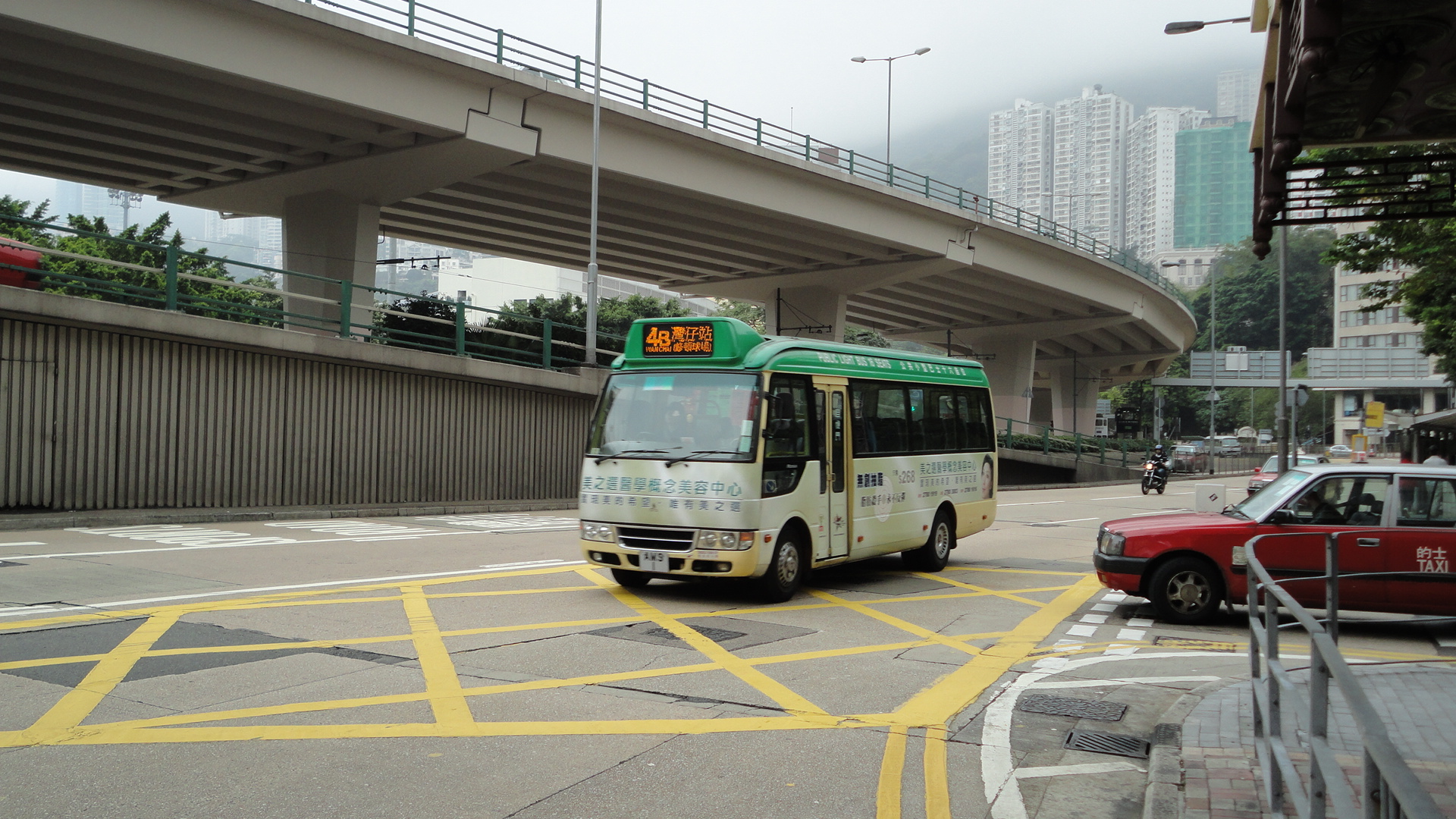
香港島專線小巴4B線
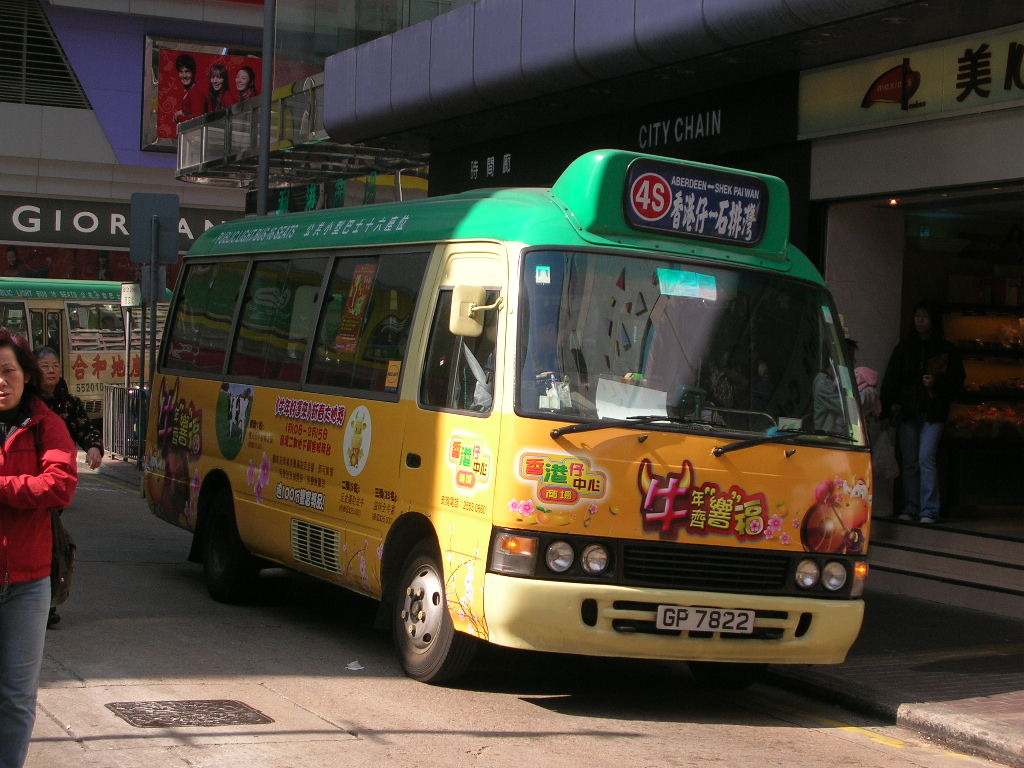
香港島專線小巴4S線
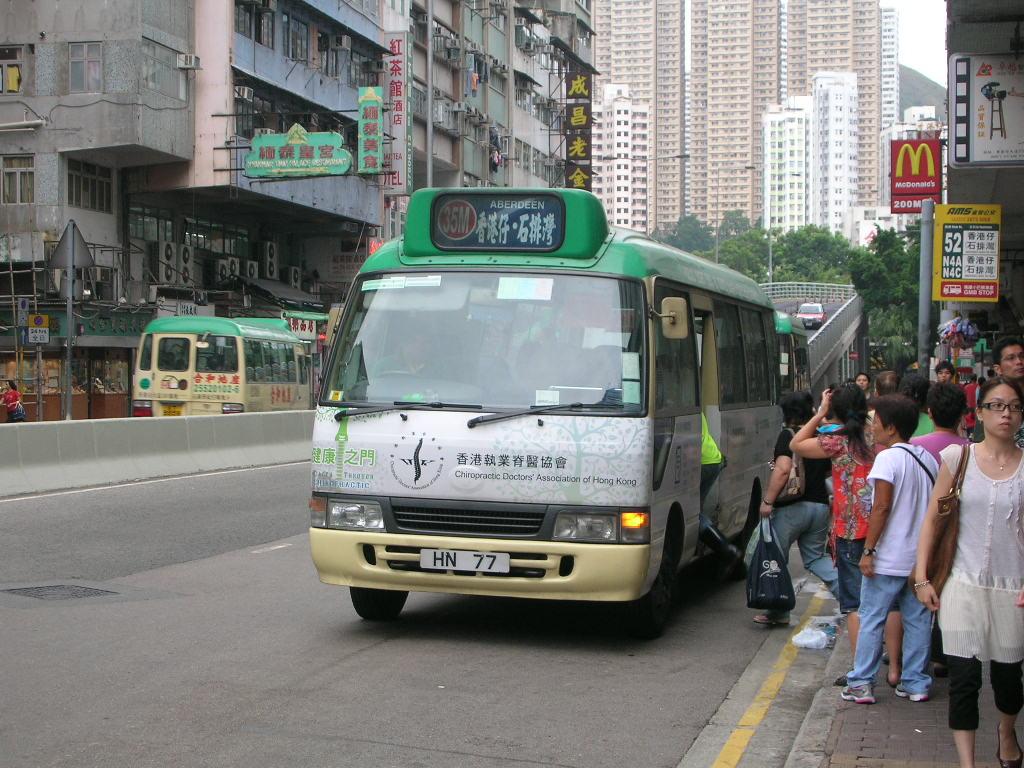
香港島專線小巴35M線
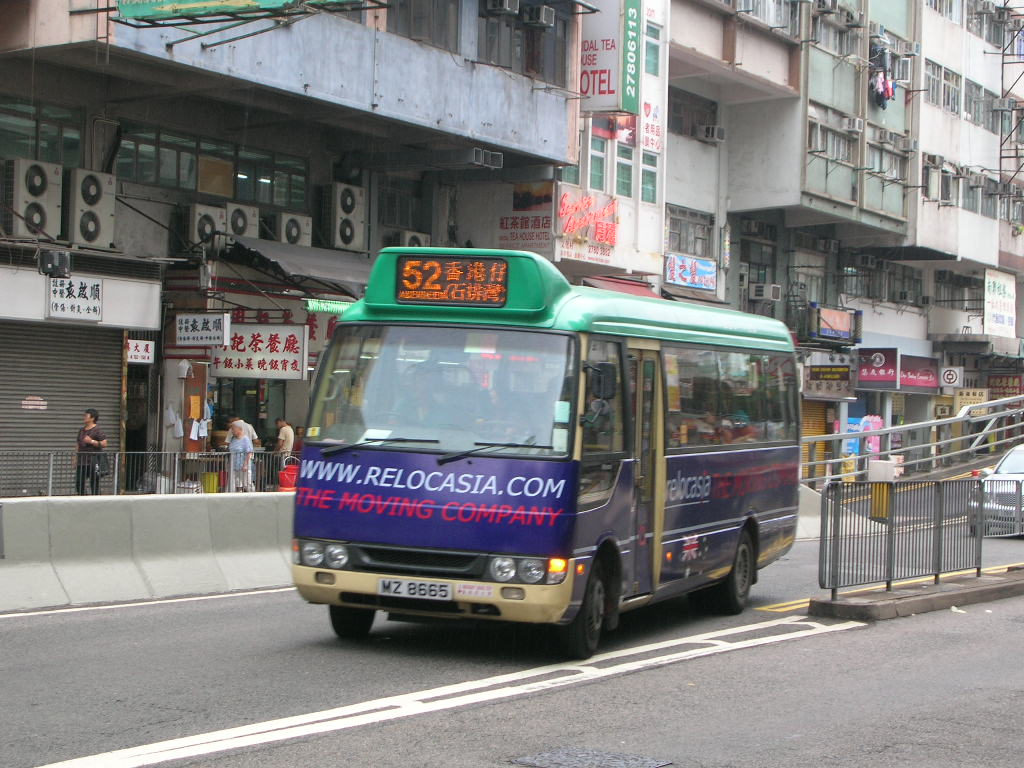
香港島專線小巴52線

## 事件

### 2019冠狀病毒病香港疫情
政府在2022年6月25日下午5時起把香港仔石排灣景暉閣(不包括天暉閣)設為「受限區域」，居民需在當晚午夜11時前起接受檢測，目標在翌日11時完成行動。